# Mélanie Cohl
Mélanie Cohl (Tournai, 4 gennaio 1982) è una cantante belga.
Ha partecipato in rappresentanza del Belgio all'Eurovision Song Contest 1999 gareggiando con il brano Dis oui e classificandosi al 6º posto finale.